# The Jerky Boys: The Movie
The Jerky Boys: The Movie, también conocida como The Jerky Boys, es una película de comedia de 1995 protagonizada por John G. Brennan y Kamal Ahmed. Narra las aventuras de ambos personajes, conocidos como los Jerky Boys, los cuales deben enfrentarse a una poderosa familia de la mafia italiana. El músico británico Ozzy Osbourne hace una aparición estelar en la película.